# Google Nexus
Nexus ist der Markenname einer Reihe von Android-basierten Geräten des US-amerikanischen Unternehmens Google, die von 2010 bis 2016 von Auftragsherstellern produziert wurden. Die Geräte gelten als die Vorläufer der im Oktober 2016 veröffentlichten Pixel-Reihe.

## Motivation
2008 brachte HTC mit dem HTC Dream das erste Smartphone mit Googles Betriebssystem Android auf den Markt. Weitere Hersteller folgten und passten die Benutzeroberfläche des Betriebssystems für ihre Geräte an und lieferten diese mit vorinstallierter Software aus. Die Modifikationen sollten die Geräte von der Konkurrenz abheben, Abkommen mit Softwareanbietern führten zu vorinstallierten Anwendungen. Im Hintergrund laufende Prozesse machten die Geräte zunehmend träger und erhöhten den Energiebedarf. Zudem zögerten viele Hersteller mit Updates auf neuere Android-Versionen.
Daher bot Google ab Januar 2010 mit dem Nexus One sein erstes eigenes Smartphone an. Bei Nexus-Geräten war keine Software außer der eigenen von Google vorinstalliert und versprach Aktualisierungen auf künftige Android-Versionen über WLAN. Neue Nexus-Geräte dienten gleichzeitig als Referenz zur Präsentation neuer Android-Funktionen. So demonstrierten das Nexus 5X und 6P mit dem Fingerabdruck-Scanner, wie dieser in der zugleich vorgestellten Android-Version 6.0 „Marshmallow“ unterstützt wird. App-Entwickler konnten mit Nexus-Geräten Anwendungen auf einem Gerät mit aktueller Firmware testen.

## Herstellung und Vertrieb
Google war bis zur Übernahme von Motorola Mobility kein Hardware-Hersteller. Daher fertigten Auftragshersteller Nexus-Geräte. Hierfür arbeitet Google Monate vorher eng mit einem Auftragshersteller zusammen, da das jeweilige neueste Gerät auch meistens eine neue Android-Version einführt. Um keinen Hersteller zu bevorzugen, wodurch sich andere eventuell von Android zurückziehen könnten, wechselt sich Google beim Auftragshersteller ab. Die bisherige Auswahl traf ohnehin etablierte Smartphone- bzw. Tablet-Hersteller wie HTC, Asus, LG oder Samsung, einige davon mehrfach.
Das erste Nexus-Gerät wurde zunächst exklusiv über eine Google-Website direkt vertrieben. Aufgrund geringer Verkaufszahlen stoppte Google den Verkauf im Juni 2010. Das Marktforschungsunternehmen Flurry sah den Grund der geringen Verkaufszahlen im Exklusiv-Vertrieb nur über eine Website, ohne das Gerät vorher ansehen oder ausprobieren zu können. Dagegen sagte der damalige Google-CEO Eric Schmidt im Interview mit dem Telegraph, dass Google mit dem Nexus One sein Ziel, die Android-Plattform voranzutreiben, erreichte und keine weiteren Nexus-Geräte anbiete. Ab Dezember 2010 wurden mit dem Nexus S Nexus-Geräte auch in Geschäften vertrieben. Zwischen 2012 und 2015 wurden die Geräte zusätzlich durch die Google-eigene Plattform Google Play verkauft. Ab dem 11. März 2015 wurden die Geräte im Google Store vertrieben.

## Liste der Nexus-Geräte
| Name                       | Gerätetyp         | Hersteller        | Marktstart    | UVP ab (Euro) | Android-Version | Android-Version | Bildschirm | Bildschirm | Bildschirm  |
| Name                       | Gerätetyp         | Hersteller        | Marktstart    | UVP ab (Euro) | bei Marktstart  | aktuell         | Größe      | Größe      | Auflösung   |
| Name                       | Gerätetyp         | Hersteller        | Marktstart    | UVP ab (Euro) | bei Marktstart  | aktuell         | (Zoll)     | (cm)       | Auflösung   |
| -------------------------- | ----------------- | ----------------- | ------------- | ------------- | --------------- | --------------- | ---------- | ---------- | ----------- |
| Nexus One (HTC Passion)    | Smartphone        | HTC Corporation   | 5. Jan. 2010  | 400           | 2.1             | 2.3.6           | 3,7        | 09,4       | 0800 × 480  |
| Nexus S                    | Smartphone        | Samsung           | 16. Dez. 2010 | 579           | 2.3             | 4.1.2           | 4          | 10,2       | 0800 × 480  |
| Galaxy Nexus (Nexus Prime) | Smartphone        | Samsung           | 17. Nov. 2011 | 679           | 4.0.1           | 4.3             | 4,65       | 11,8       | 1280 × 720  |
| Nexus 7 (2012)             | Tablet            | Asus              | 27. Juni 2012 | 199           | 4.1.1           | 5.1.1           | 7          | 17,8       | 1280 × 800  |
| Nexus 4                    | Smartphone        | LG Group          | 13. Nov. 2012 | 199/299       | 4.2             | 5.1.1           | 4,7        | 11,9       | 1280 × 768  |
| Nexus 10                   | Tablet            | Samsung           | 13. Nov. 2012 | 399           | 4.2             | 5.1.1           | 10         | 25,5       | 2560 × 1600 |
| Nexus 7 (2013)             | Tablet            | Asus              | 26. Juli 2013 | 229           | 4.3             | 6.0.1           | 7          | 17,8       | 1920 × 1200 |
| Nexus 5                    | Smartphone        | LG Group          | 31. Okt. 2013 | 349           | 4.4             | 6.0.1           | 4,95       | 12,6       | 1920 × 1080 |
| Nexus 6                    | Smartphone        | Motorola Mobility | 29. Okt. 2014 | 599           | 5.0             | 7.1.1           | 5,96       | 15,14      | 2560 × 1440 |
| Nexus 9                    | Tablet            | HTC Corporation   | 3. Nov. 2014  | 399           | 5.0             | 7.1.1           | 8,9        | 22,60      | 2048 × 1536 |
| Nexus Player               | Multimedia Player | Asus              | 3. Nov. 2014  | 99            | 5.0             | 8.0.0           | –          | –          | 1920 × 1080 |
| Nexus 5X                   | Smartphone        | LG Group          | 29. Sep. 2015 | 479           | 6.0             | 8.1.0           | 5,2        | 13,21      | 1920 × 1080 |
| Nexus 6P                   | Smartphone        | Huawei            | 29. Sep. 2015 | 649           | 6.0             | 8.1.0           | 5,7        | 14,48      | 2560 × 1440 |

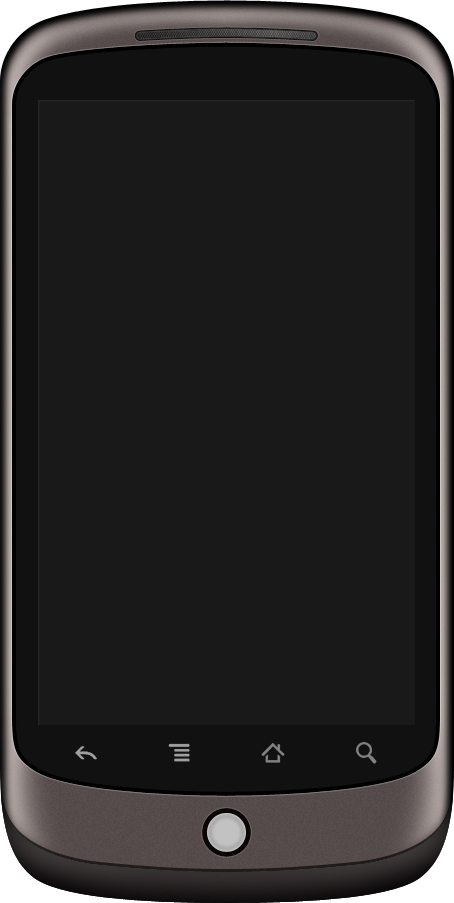
Nexus One
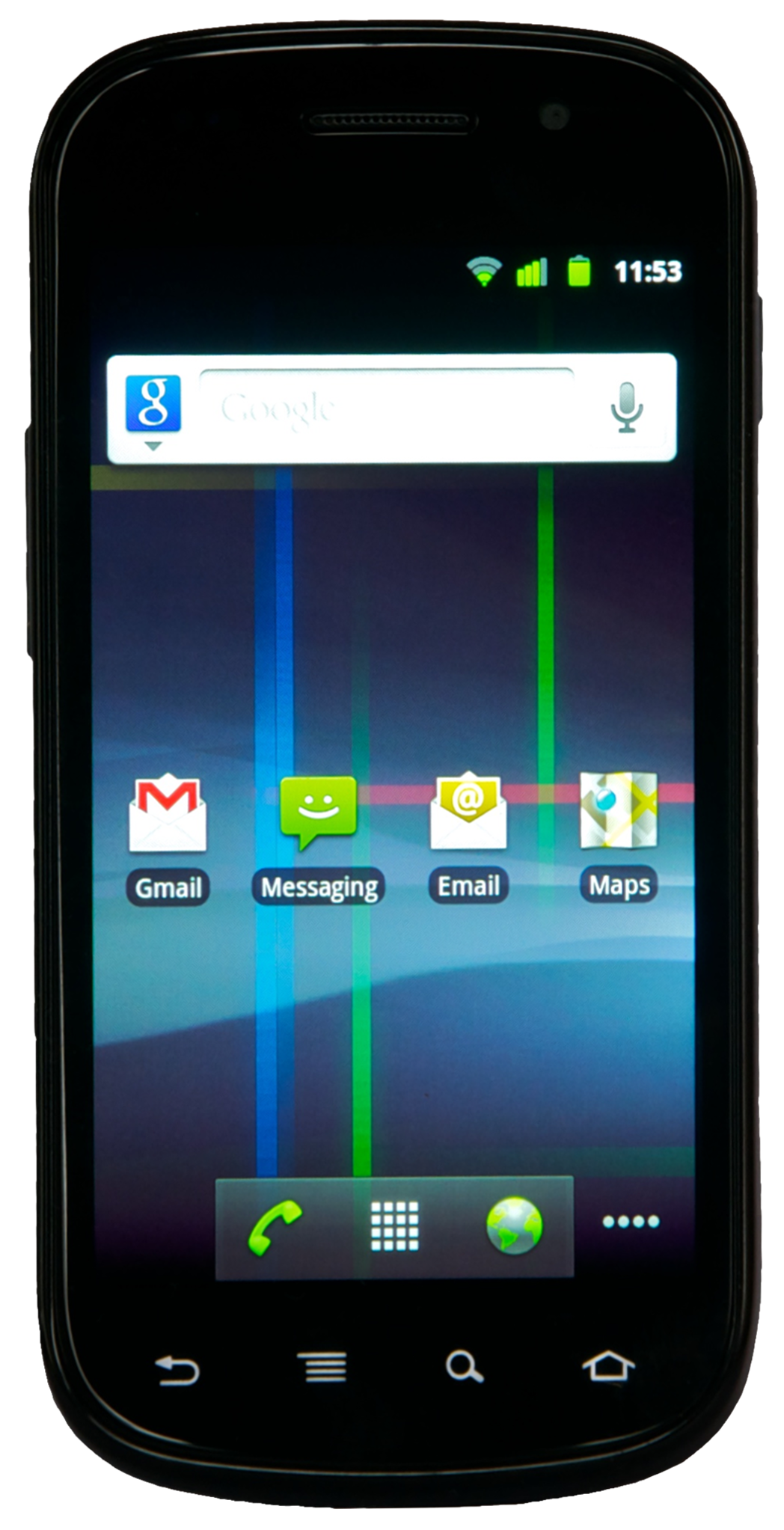
Nexus S
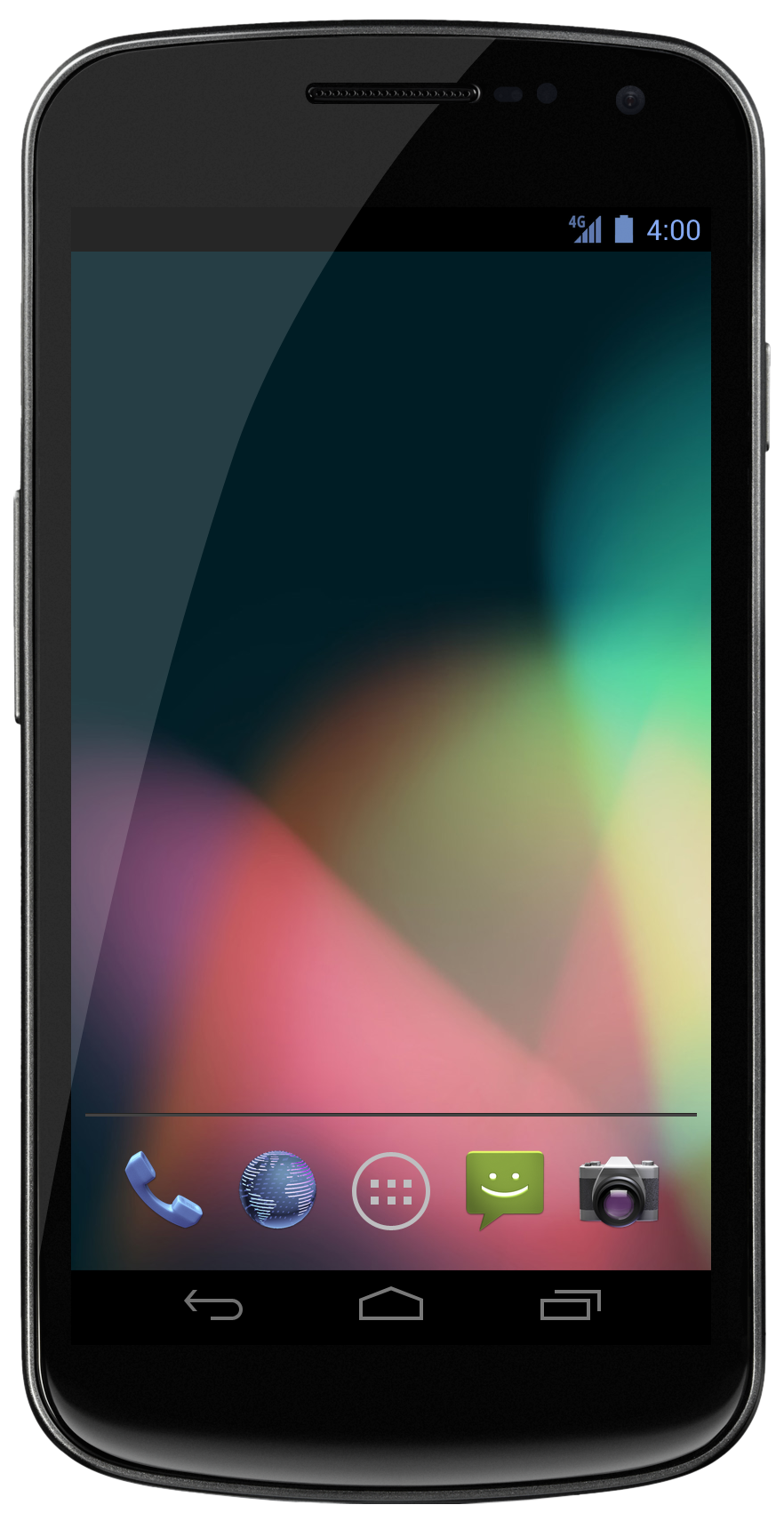
Galaxy Nexus (Nexus Prime)
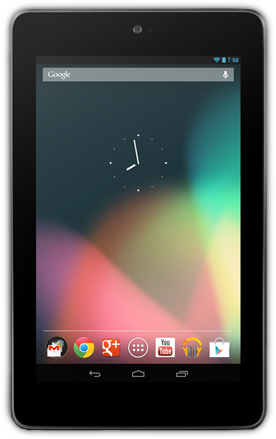
Nexus 7 (2012)
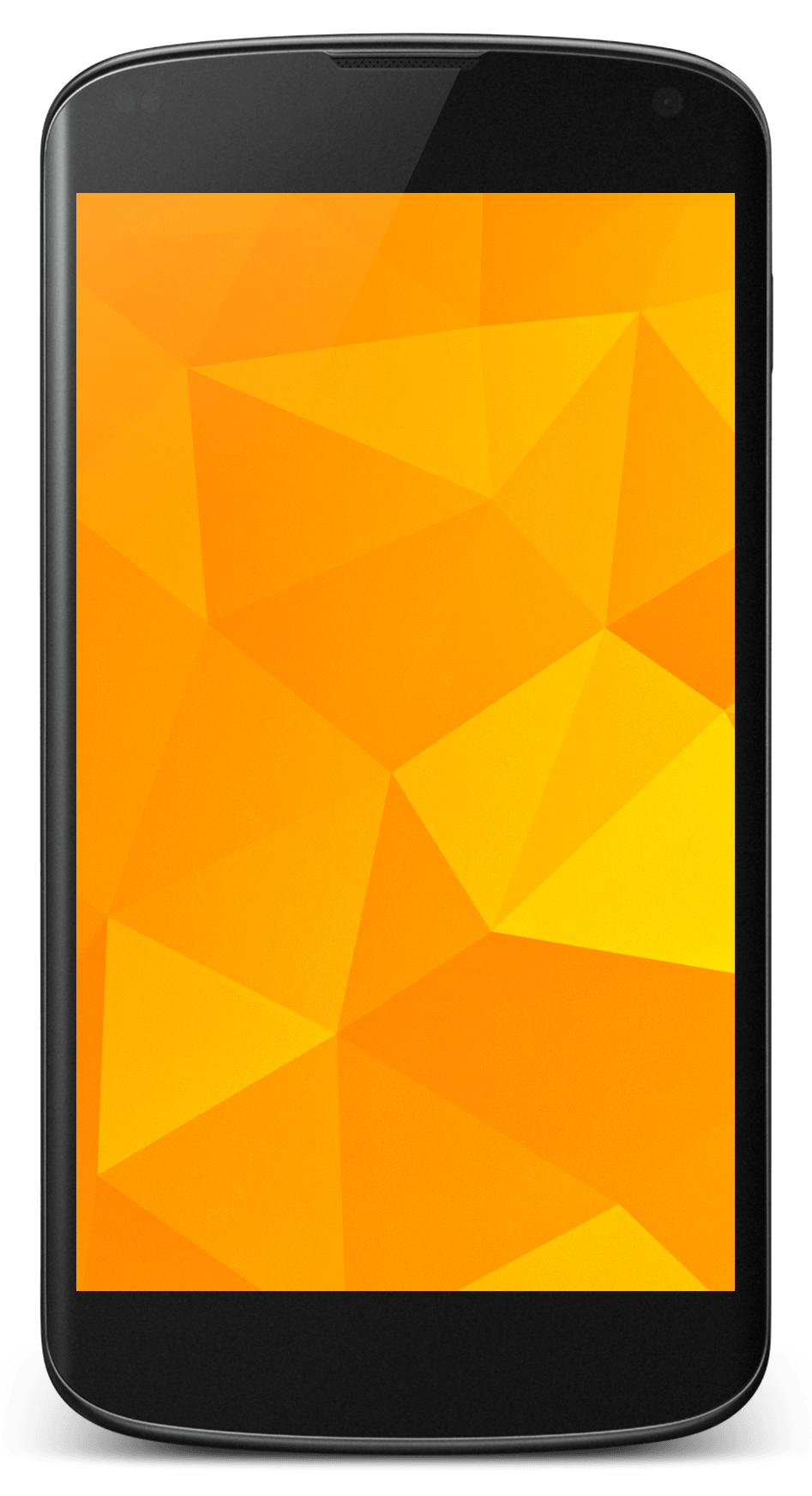
Nexus 4
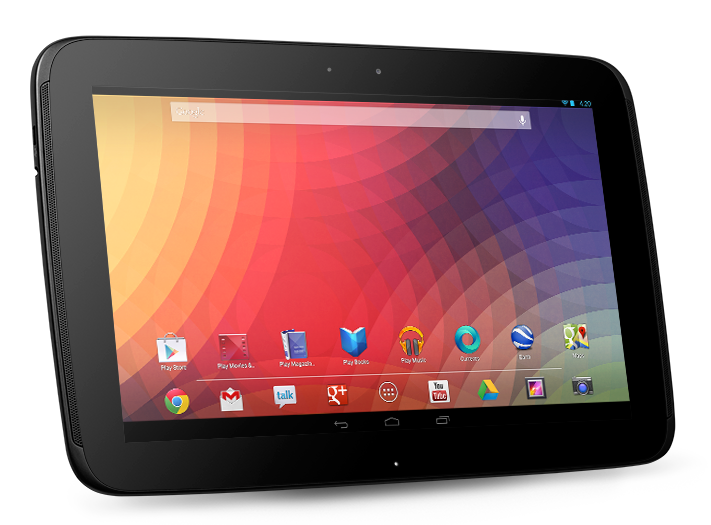
Nexus 10
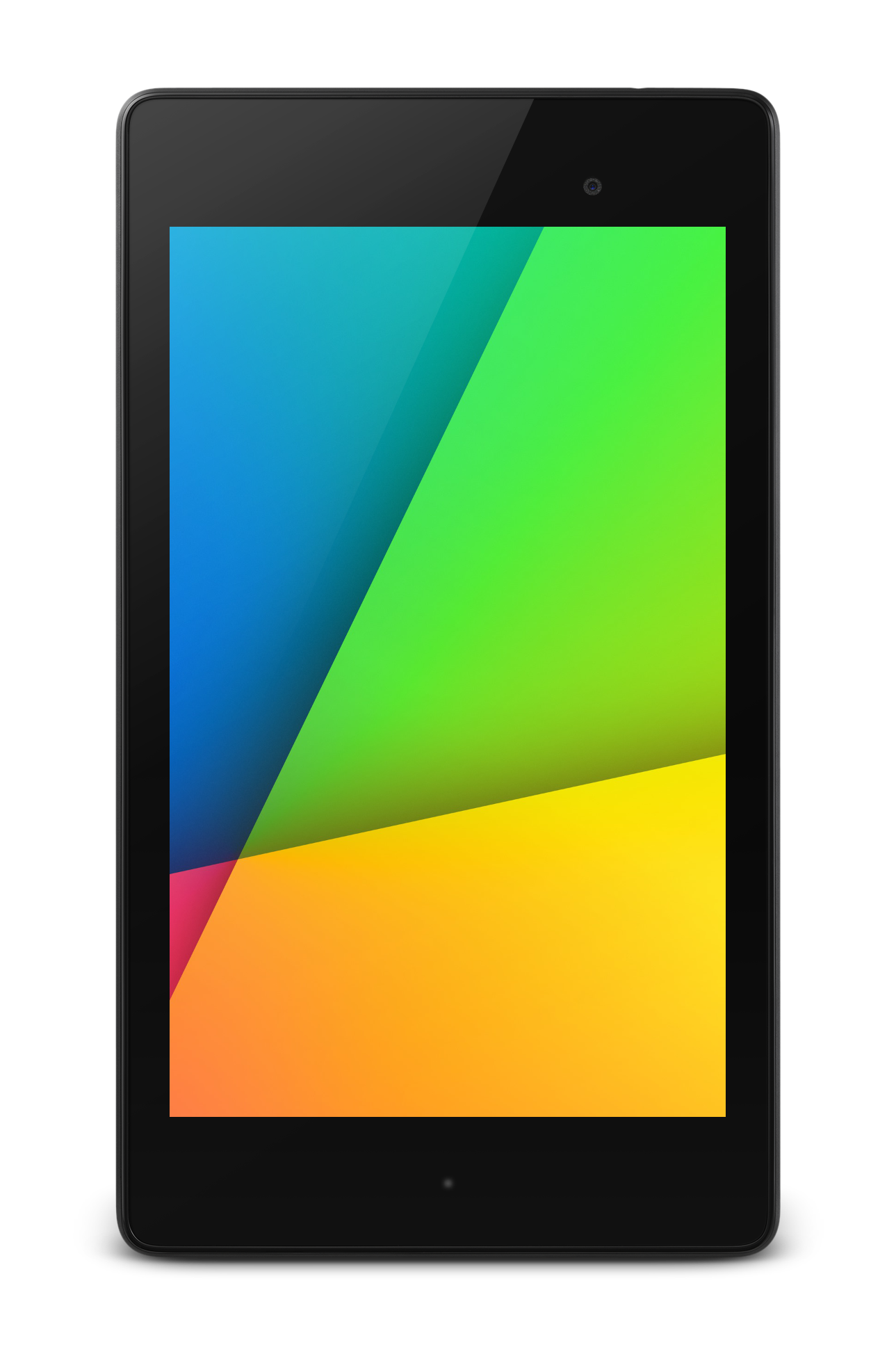
Nexus 7 (2013, 2. Gen.)
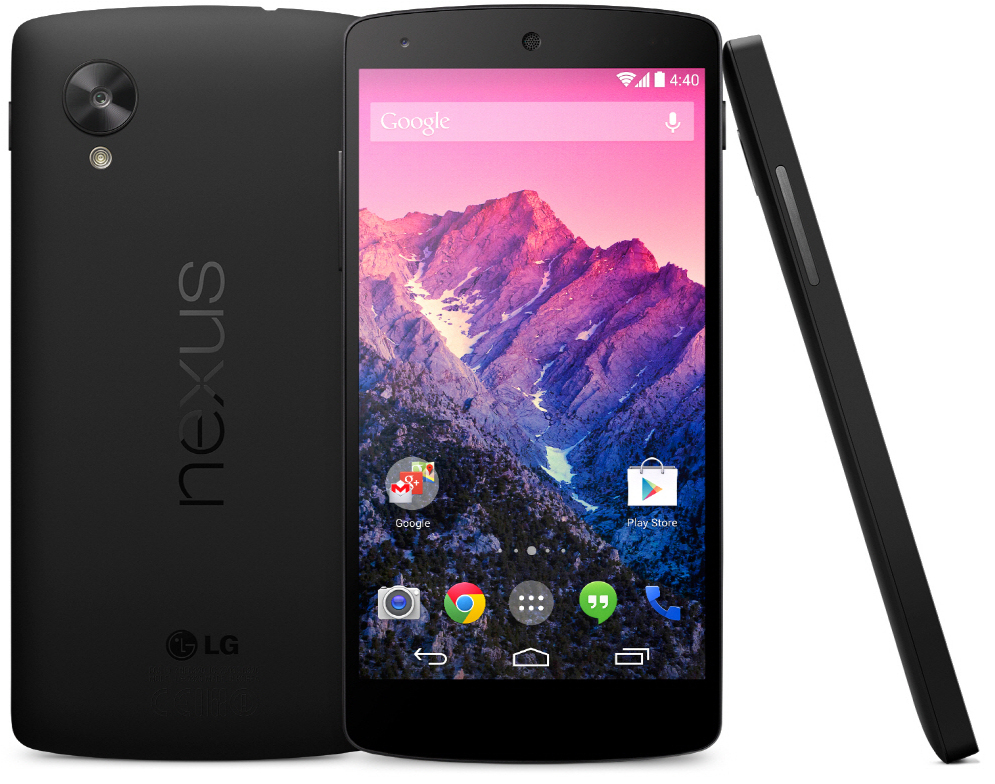
Nexus 5
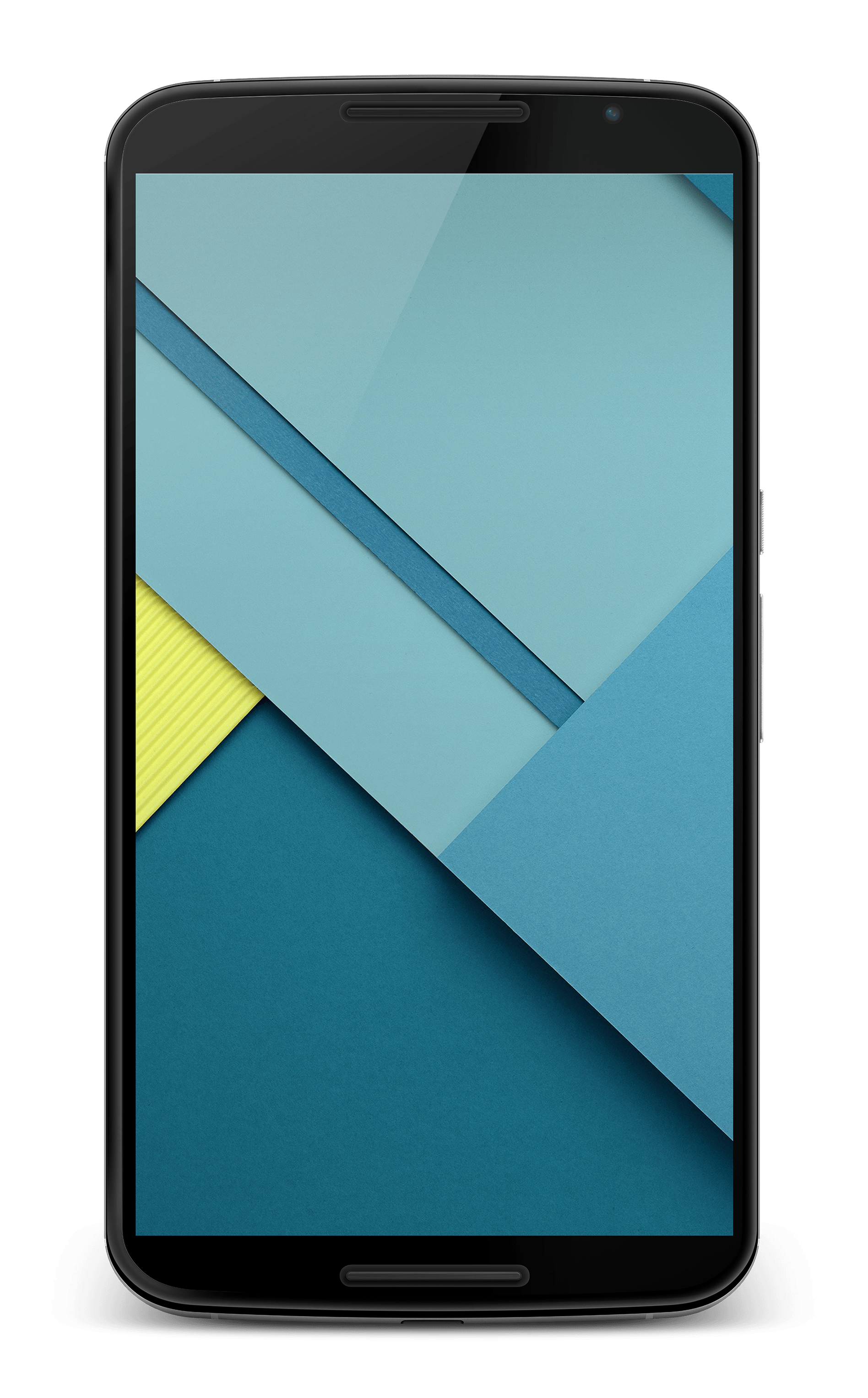
Nexus 6
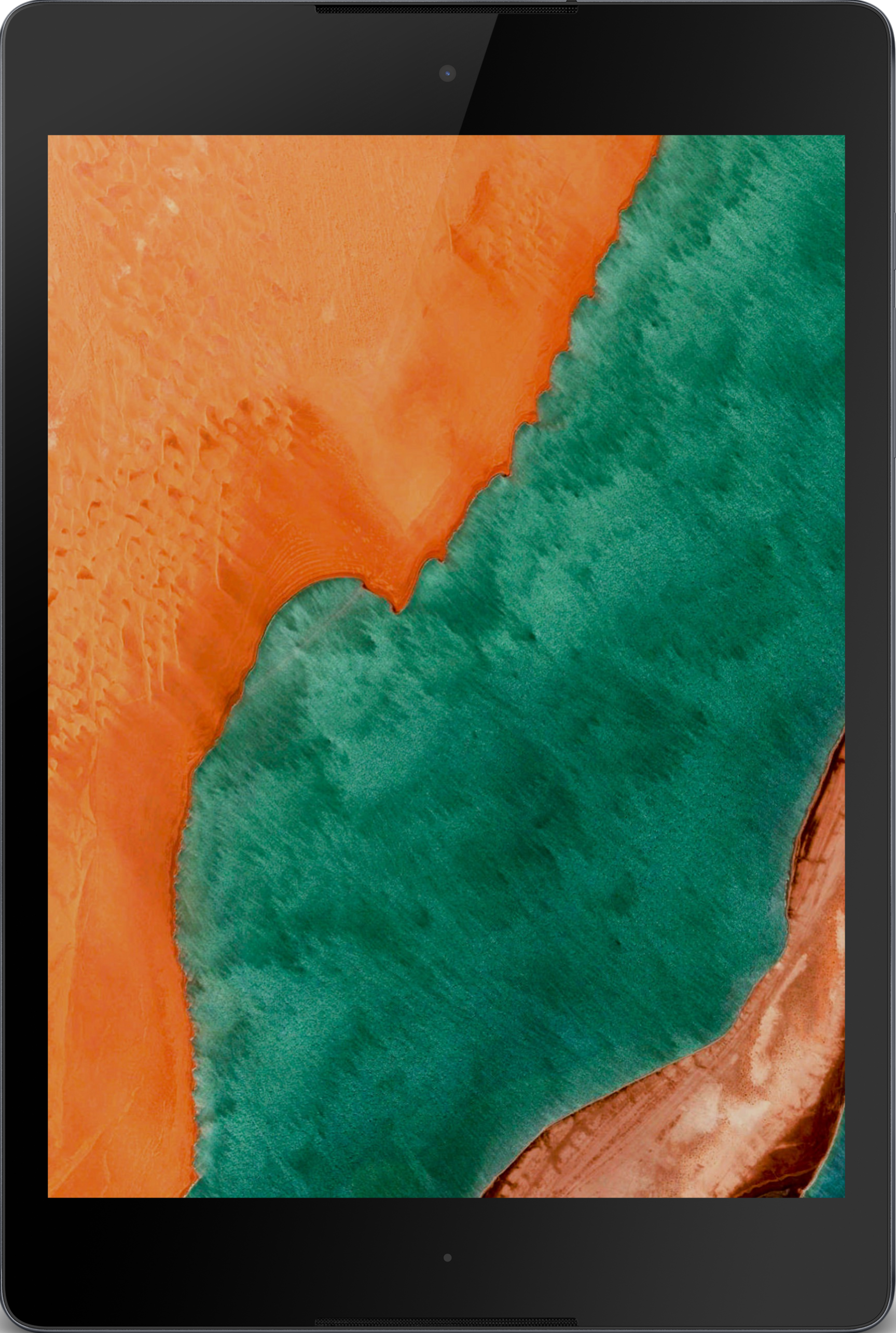
Nexus 9
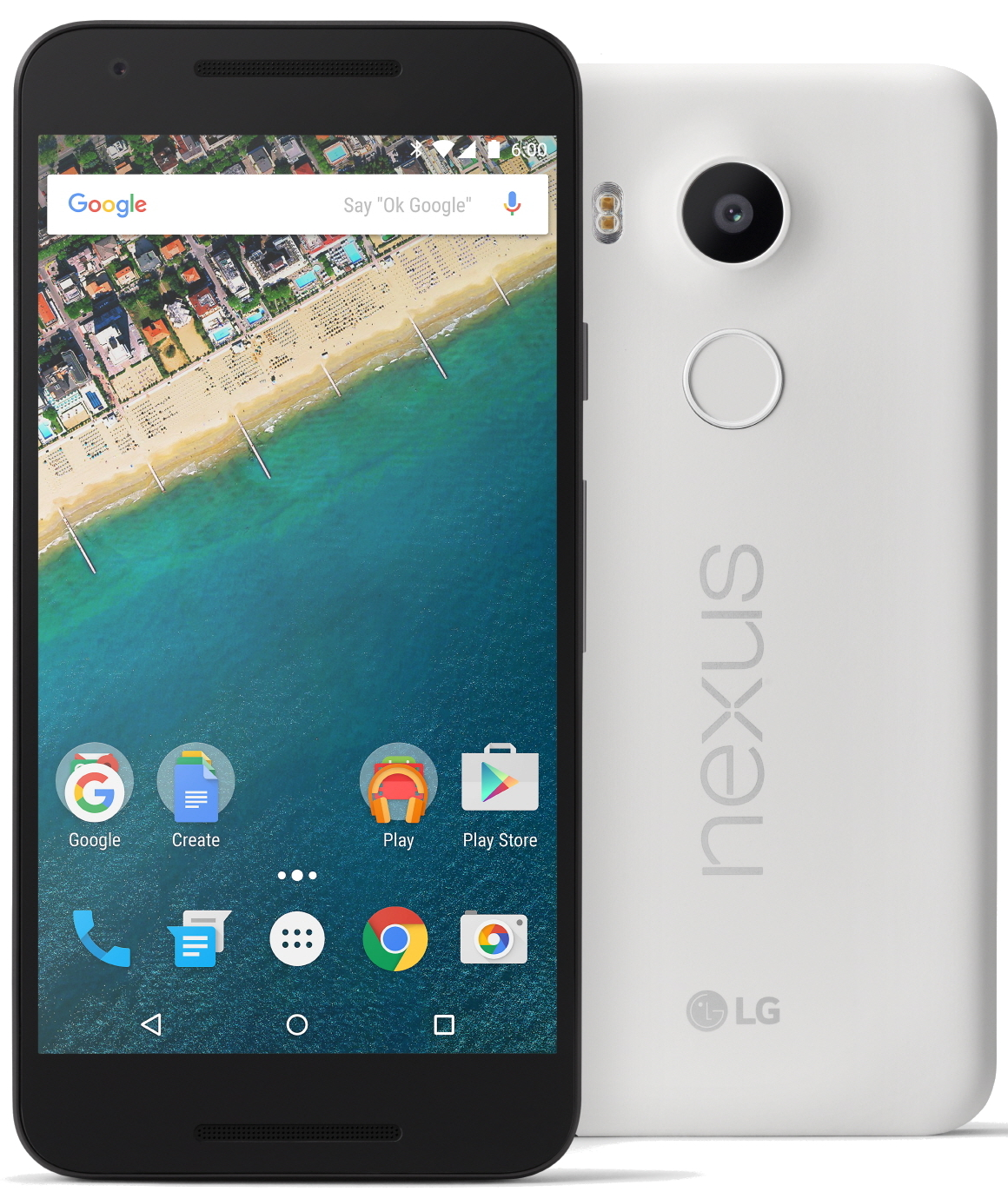
Nexus 5X
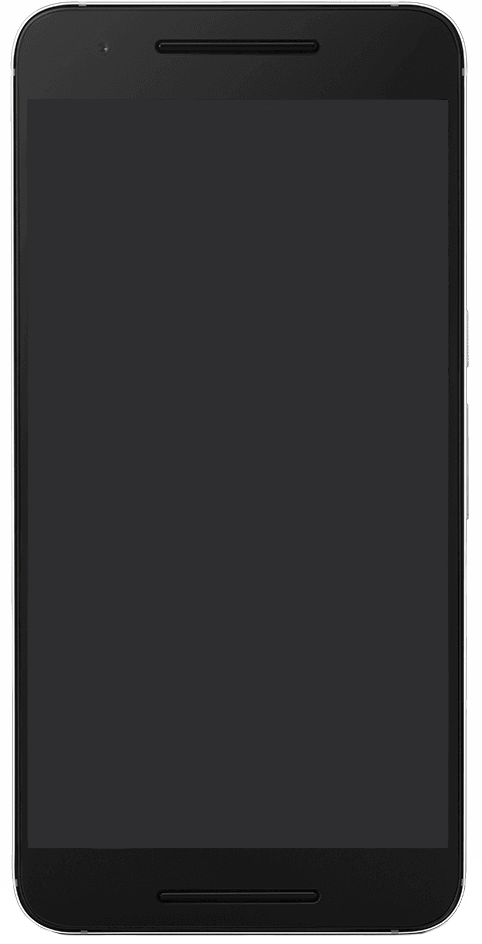
Nexus 6P